# Нетафим
Нетафим (ивр. מעבר נטפים‎) — пограничный контрольно-пропускной пункт между Израилем и Египтом. Он расположен рядом с шоссе 12, примерно в 12 км к северу от Эйлата, в 1 км к северо-западу от Эйн-Нетафим. Контроль над КПП «Нетафим» был передан Управлению аэропортов Израиля в 1980 году.
В настоящее время КПП «Нетафим» закрыт. Движение через КПП возобновляется при очень особых обстоятельствах. Есть планы открыть пограничный переход в качестве альтернативного перехода во время фестивалей, по согласованию с египетскими властями.

## История
В последний день операции «Увда» 10 марта 1949 года бригада Негев захватила брошенные позиции Иорданского легиона в Рас-аль-Накав (ивр. ראס אל-נקב‎), где и находится КПП «Нетафим» по сей день.
Как и во время Суэцкого кризиса в 1956 году, Рас-аль-Накав был одной из важных стратегических позиций для того, чтобы получить контроль над Синайским полуостровом.